# Copa Tijuana 2011
La Copa Tijuana 2011 fue la primera edición. Participaron el Club San Luis, el Monterrey, el Puebla FC y el club anfitrión Club Tijuana. El torneo fue organizado por el Club Tijuana. Se coronó el Club San Luis al vencer 1-0 en la final al Puebla FC.

## Fase
|  | Semifinales                  | Semifinales                  |   |                               | Final                         | Final |  |
|  |                              |                              |   |                               |                               |       |  |
|  |                              |                              |   |                               |                               |       |  |
|  | Estadio Caliente, 6 de julio |                              |   |                               |                               |       |  |
|  | San Luis (4:3 p)             | 1                            |   |                               |                               |       |  |
|  | Club Tijuana                 | 1                            |   |                               |                               |       |  |
|  |                              |                              |   |                               |                               |       |  |
|  |                              |                              |   |                               | Estadio Caliente, 29 de junio |       |  |
|  |                              |                              |   |                               | San Luis                      | 1     |  |
|  |                              | Puebla                       | 0 |                               |                               |       |  |
|  |                              |                              |   |                               |                               |       |  |
|  |                              |                              |   |                               |                               |       |  |
|  |                              |                              |   |                               | Tercer lugar                  |       |  |
|  | Estadio Caliente, 6 de julio | Estadio Caliente, 6 de julio |   | Estadio Caliente, 29 de junio | Estadio Caliente, 29 de junio |       |  |
|  | Puebla                       | 1                            |   | Club Tijuana                  | 0                             |       |  |
|  | Monterrey                    | 0                            |   |                               | Monterrey                     | 1     |  |

|                            |
| Campeón San Luis 1º título |

- Datos: Q16552730